# 島坪駅
島坪駅（トピョンえき、朝鮮語: 도평역）は、朝鮮民主主義人民共和国咸鏡南道徳城郡にある駅で、徳城線に属する。

## 隣の駅
徳城線
陽勝駅 - 島坪駅 - 三岐駅